# 1981年のアメリカンリーグチャンピオンシップシリーズ
1981年の野球において、メジャーリーグベースボール（MLB）のポストシーズンは10月6日に開幕した。アメリカンリーグの第13回リーグチャンピオンシップシリーズ（英語: 13th American League Championship Series、以下「リーグ優勝決定戦」と表記）は、13日から15日にかけて計3試合が開催された。その結果、ニューヨーク・ヤンキース（東地区）がオークランド・アスレチックス（西地区）を3勝0敗で下し、3年ぶり33回目のリーグ優勝およびワールドシリーズ進出を果たした。
この年は、選手会が6月12日から7月31日にかけてストライキを実施したため、レギュラーシーズンがスト前・スト後の2シーズン制となり、東西両地区で前期・後期優勝球団による年間王者決定戦（地区シリーズ）が組まれた。年間成績ではアスレチックスが西地区1位だったのに対し、ヤンキースは東地区4位と例年であればポストシーズン出場を逃す順位だが、前期を制していたため地区シリーズに進出し、そこからリーグ優勝決定戦出場権を得た。
両球団がリーグ優勝決定戦で対戦するのはこれが初めて。この年のレギュラーシーズンでは両球団は7試合対戦し、ヤンキースが4勝3敗と勝ち越していた。今シリーズは、全3試合の総得点がヤンキースの20点に対しアスレチックスは4点にとどまり、アスレチックスがリードしたのは第2戦・4回表の半イニングのみと、一方的な展開に終始した。シリーズMVPには、全3試合で3打点ずつの計9打点を挙げ、打率.500・1本塁打・OPS 1.488という成績を残したヤンキースのグレイグ・ネトルズが選出された。しかしヤンキースは、ワールドシリーズではナショナルリーグ王者ロサンゼルス・ドジャースに2勝4敗で敗れ、3年ぶり23度目の優勝を逃した。
今シリーズの第3戦は、記録として残る最初の観客によるウェーブが行われたことで知られる。チアリーダーのクレイジー・ジョージによれば、試合が3回に入ったとき「誰も見たことがないことをやってやろう」と思い立って周囲の観客に呼びかけ、3度目の挑戦で球場を一周させることに成功したという。ただ彼は、記録として残されてはいないものの、より小規模なウェーブを2年前からアイスホッケー・NHLのコロラド・ロッキーズの試合で先導していた。

## 試合結果
1981年のアメリカンリーグ優勝決定戦は10月13日に開幕し、3日間で3試合が行われた。日程・結果は以下の通り。
| 日付                                                     | 試合  | ビジター球団（先攻）         | スコア | ホーム球団（後攻）           | 開催球場                         | 開催球場                                                              |
| -------------------------------------------------------- | ----- | ---------------------------- | ------ | ---------------------------- | -------------------------------- | --------------------------------------------------------------------- |
| 10月13日（火）                                           | 第1戦 | オークランド・アスレチックス | 1－3   | ニューヨーク・ヤンキース     | ヤンキー・スタジアム             | ヤンキー・スタジアムオークランド・アラメダ・ · カウンティ・コロシアム |
| 10月14日（水）                                           | 第2戦 | オークランド・アスレチックス | 3－13  | ニューヨーク・ヤンキース     | ヤンキー・スタジアム             | ヤンキー・スタジアムオークランド・アラメダ・ · カウンティ・コロシアム |
| 10月15日（木）                                           | 第3戦 | ニューヨーク・ヤンキース     | 4－0   | オークランド・アスレチックス | アラメダ・カウンティ・コロシアム | ヤンキー・スタジアムオークランド・アラメダ・ · カウンティ・コロシアム |
| 優勝：ニューヨーク・ヤンキース（3勝0敗 / 3年ぶり33度目） |       |                              |        |                              |                                  | ヤンキー・スタジアムオークランド・アラメダ・ · カウンティ・コロシアム |

### 第1戦 10月13日
- ヤンキー・スタジアム（ニューヨーク州ニューヨーク市ブロンクス区）

|                              | 1 | 2 | 3 | 4 | 5 | 6 | 7 | 8 | 9 | R | H | E |
| ---------------------------- | - | - | - | - | - | - | - | - | - | - | - | - |
| オークランド・アスレチックス | 0 | 0 | 0 | 0 | 1 | 0 | 0 | 0 | 0 | 1 | 6 | 1 |
| ニューヨーク・ヤンキース     | 3 | 0 | 0 | 0 | 0 | 0 | 0 | 0 | X | 3 | 7 | 1 |

1. 勝利：トミー・ジョン（1勝）
2. セーブ：リッチ・ゴセージ（1S）
3. 敗戦：マイク・ノリス（1敗）
4. 審判
［球審］ニック・ブレミガン
［塁審］一塁: ラス・ゲーツ、二塁: ジェリー・ニューデッカー、三塁: マーティー・スプリングステッド
［外審］左翼: ダーウッド・メリル、右翼: ビック・ボルタジオ
5. 試合開始時刻: 東部夏時間（UTC-4）午後8時27分  試合時間: 2時間52分  観客: 5万5740人  気温: 53°F（11.7°C）
詳細: MLB.com Gameday / Baseball-Reference.com

| オークランド・アスレチックス | オークランド・アスレチックス | オークランド・アスレチックス | オークランド・アスレチックス | オークランド・アスレチックス                                                                                           | ニューヨーク・ヤンキース | ニューヨーク・ヤンキース | ニューヨーク・ヤンキース | ニューヨーク・ヤンキース | ニューヨーク・ヤンキース |
| ---------------------------- | ---------------------------- | ---------------------------- | ---------------------------- | --- | ------------------------ | ------------------------ | ------------------------ | ------------------------ | --- |
| 打順                         | 守備                         | 選手                         | 打席                         | M・ノリスJ・ニューマンK・ムーアD・マッケイM・クラッツR・ピーチャロR・ヘンダーソンD・マーフィーT・アーマスC・ジョンソン | 打順                     | 守備                     | 選手                     | 打席                     | T・ジョンR・セローンB・ワトソンW・ランドルフG・ネトルズL・ミルボーンD・ウィン · フィールドJ・マンフリーR・ジャクソンO・ギャンブル |
| 1                            | 左                           | R・ヘンダーソン              | 右                           | M・ノリスJ・ニューマンK・ムーアD・マッケイM・クラッツR・ピーチャロR・ヘンダーソンD・マーフィーT・アーマスC・ジョンソン | 1                        | 中                       | J・マンフリー            | 両                       | T・ジョンR・セローンB・ワトソンW・ランドルフG・ネトルズL・ミルボーンD・ウィン · フィールドJ・マンフリーR・ジャクソンO・ギャンブル |
| 2                            | 中                           | D・マーフィー                | 左                           | M・ノリスJ・ニューマンK・ムーアD・マッケイM・クラッツR・ピーチャロR・ヘンダーソンD・マーフィーT・アーマスC・ジョンソン | 2                        | 遊                       | L・ミルボーン            | 両                       | T・ジョンR・セローンB・ワトソンW・ランドルフG・ネトルズL・ミルボーンD・ウィン · フィールドJ・マンフリーR・ジャクソンO・ギャンブル |
| 3                            | DH                           | C・ジョンソン                | 右                           | M・ノリスJ・ニューマンK・ムーアD・マッケイM・クラッツR・ピーチャロR・ヘンダーソンD・マーフィーT・アーマスC・ジョンソン | 3                        | 左                       | D・ウィンフィールド      | 右                       | T・ジョンR・セローンB・ワトソンW・ランドルフG・ネトルズL・ミルボーンD・ウィン · フィールドJ・マンフリーR・ジャクソンO・ギャンブル |
| 4                            | 右                           | T・アーマス                  | 右                           | M・ノリスJ・ニューマンK・ムーアD・マッケイM・クラッツR・ピーチャロR・ヘンダーソンD・マーフィーT・アーマスC・ジョンソン | 4                        | 右                       | R・ジャクソン            | 左                       | T・ジョンR・セローンB・ワトソンW・ランドルフG・ネトルズL・ミルボーンD・ウィン · フィールドJ・マンフリーR・ジャクソンO・ギャンブル |
| 5                            | 三                           | M・クラッツ                  | 右                           | M・ノリスJ・ニューマンK・ムーアD・マッケイM・クラッツR・ピーチャロR・ヘンダーソンD・マーフィーT・アーマスC・ジョンソン | 5                        | DH                       | O・ギャンブル            | 左                       | T・ジョンR・セローンB・ワトソンW・ランドルフG・ネトルズL・ミルボーンD・ウィン · フィールドJ・マンフリーR・ジャクソンO・ギャンブル |
| 6                            | 一                           | K・ムーア                    | 右                           | M・ノリスJ・ニューマンK・ムーアD・マッケイM・クラッツR・ピーチャロR・ヘンダーソンD・マーフィーT・アーマスC・ジョンソン | 6                        | 三                       | G・ネトルズ              | 左                       | T・ジョンR・セローンB・ワトソンW・ランドルフG・ネトルズL・ミルボーンD・ウィン · フィールドJ・マンフリーR・ジャクソンO・ギャンブル |
| 7                            | 捕                           | J・ニューマン                | 右                           | M・ノリスJ・ニューマンK・ムーアD・マッケイM・クラッツR・ピーチャロR・ヘンダーソンD・マーフィーT・アーマスC・ジョンソン | 7                        | 一                       | B・ワトソン              | 右                       | T・ジョンR・セローンB・ワトソンW・ランドルフG・ネトルズL・ミルボーンD・ウィン · フィールドJ・マンフリーR・ジャクソンO・ギャンブル |
| 8                            | 二                           | D・マッケイ                  | 両                           | M・ノリスJ・ニューマンK・ムーアD・マッケイM・クラッツR・ピーチャロR・ヘンダーソンD・マーフィーT・アーマスC・ジョンソン | 8                        | 捕                       | R・セローン              | 右                       | T・ジョンR・セローンB・ワトソンW・ランドルフG・ネトルズL・ミルボーンD・ウィン · フィールドJ・マンフリーR・ジャクソンO・ギャンブル |
| 9                            | 遊                           | R・ピーチャロ                | 右                           | M・ノリスJ・ニューマンK・ムーアD・マッケイM・クラッツR・ピーチャロR・ヘンダーソンD・マーフィーT・アーマスC・ジョンソン | 9                        | 二                       | W・ランドルフ            | 右                       | T・ジョンR・セローンB・ワトソンW・ランドルフG・ネトルズL・ミルボーンD・ウィン · フィールドJ・マンフリーR・ジャクソンO・ギャンブル |
| 先発投手                     | 先発投手                     | 先発投手                     | 投球                         | M・ノリスJ・ニューマンK・ムーアD・マッケイM・クラッツR・ピーチャロR・ヘンダーソンD・マーフィーT・アーマスC・ジョンソン | 先発投手                 | 先発投手                 | 先発投手                 | 投球                     | T・ジョンR・セローンB・ワトソンW・ランドルフG・ネトルズL・ミルボーンD・ウィン · フィールドJ・マンフリーR・ジャクソンO・ギャンブル |
| M・ノリス                    | M・ノリス                    | M・ノリス                    | 右                           | M・ノリスJ・ニューマンK・ムーアD・マッケイM・クラッツR・ピーチャロR・ヘンダーソンD・マーフィーT・アーマスC・ジョンソン | T・ジョン                | T・ジョン                | T・ジョン                | 左                       | T・ジョンR・セローンB・ワトソンW・ランドルフG・ネトルズL・ミルボーンD・ウィン · フィールドJ・マンフリーR・ジャクソンO・ギャンブル |

ヤンキースは初回裏、2番ラリー・ミルボーンの右前打と2四球で二死満塁の好機を作り、6番グレイグ・ネトルズが左中間へ走者一掃の適時二塁打を放って先制した。アスレチックスはこのとき、左翼手リッキー・ヘンダーソンに左翼線寄りを守るよう指示を出しており、それが裏目に出た。アスレチックスの先発投手マイク・ノリスは、2回以降は立ち直って相手打線に追加点を許さず、味方打線の反撃を待つ。5回表、アスレチックスは一死二・三塁とし、2番ドウェイン・マーフィーの二ゴロで三塁走者ロブ・ピーチャロが生還して1点を返した。しかしヤンキースの先発投手トミー・ジョンは、次打者クリフ・ジョンソンを二ゴロに打ち取ってアスレチックスの反撃を断った。
ジョンは、アスレチックス打線に6イニングで2併殺打を含む10本の内野ゴロを打たせたものの、6回表の途中で右足首を痛めた。ジョン自身は続投する気でおり、イニング終了後にはクラブハウスへ下がって患部にテーピングを施したが、ダグアウトへ戻ったジョンに監督のボブ・レモンは「何かあったらオフの間ずっと頭痛の種になる」と降板を告げた。7回表、ヤンキースは2番手投手にロン・デービスを起用し、相手打線を三者凡退に封じる。しかし8回表、デービスは一死一塁から3番ジョンソンを四球で歩かせ、リッチ・ゴセージにマウンドを譲った。この打席でジョンソンは、バットが欠けたとしてタイムを要求し、交換に時間をかけた。このあとデービスは制球を乱し、3球連続ボールで四球を与えた。これについてアスレチックス関係者は、デービスの投球テンポを崩させて降板に追い込み、翌日の第2戦に向けてゴセージを温存させない狙いがあったと明かす。ゴセージはこの場面を無失点で切り抜けると、9回表も三者凡退で終わらせて試合を締めた。

### 第2戦 10月14日
- ヤンキー・スタジアム（ニューヨーク州ニューヨーク市ブロンクス区）

|                              | 1 | 2 | 3 | 4 | 5 | 6 | 7 | 8 | 9 | R  | H  | E |
| ---------------------------- | - | - | - | - | - | - | - | - | - | -- | -- | - |
| オークランド・アスレチックス | 0 | 0 | 1 | 2 | 0 | 0 | 0 | 0 | 0 | 3  | 11 | 1 |
| ニューヨーク・ヤンキース     | 1 | 0 | 0 | 7 | 0 | 1 | 4 | 0 | X | 13 | 19 | 0 |

1. 勝利：ジョージ・フレイジャー（1勝）
2. 敗戦：スティーブ・マキャーティー（1敗）
3. 本塁打
NYY：ルー・ピネラ1号3ラン、グレイグ・ネトルズ1号3ラン
4. 審判
［球審］ラス・ゲーツ
［塁審］一塁: ジェリー・ニューデッカー、二塁: マーティー・スプリングステッド、三塁: ダーウッド・メリル
［外審］左翼: ビック・ボルタジオ、右翼: ニック・ブレミガン
5. 試合開始時刻: 東部夏時間（UTC-4）午後2時10分  試合時間: 3時間8分  観客: 4万8497人  気温: 61°F（16.1°C）
詳細: MLB.com Gameday / Baseball-Reference.com

| オークランド・アスレチックス | オークランド・アスレチックス | オークランド・アスレチックス | オークランド・アスレチックス | オークランド・アスレチックス                                                                                               | ニューヨーク・ヤンキース | ニューヨーク・ヤンキース | ニューヨーク・ヤンキース | ニューヨーク・ヤンキース | ニューヨーク・ヤンキース |
| ---------------------------- | ---------------------------- | ---------------------------- | ---------------------------- | --- | ------------------------ | ------------------------ | ------------------------ | ------------------------ | --- |
| 打順                         | 守備                         | 選手                         | 打席                         | S・マキャーティーM・ヒースK・ムーアD・マッケイM・クラッツF・スタンリーR・ヘンダーソンD・マーフィーT・アーマスR・ボセッティ | 打順                     | 守備                     | 選手                     | 打席                     | R・メイR・セローンB・ワトソンW・ランドルフG・ネトルズL・ミルボーンD・ウィン · フィールドJ・マンフリーR・ジャクソンO・ギャンブル |
| 1                            | 左                           | R・ヘンダーソン              | 右                           | S・マキャーティーM・ヒースK・ムーアD・マッケイM・クラッツF・スタンリーR・ヘンダーソンD・マーフィーT・アーマスR・ボセッティ | 1                        | 中                       | J・マンフリー            | 両                       | R・メイR・セローンB・ワトソンW・ランドルフG・ネトルズL・ミルボーンD・ウィン · フィールドJ・マンフリーR・ジャクソンO・ギャンブル |
| 2                            | 中                           | D・マーフィー                | 左                           | S・マキャーティーM・ヒースK・ムーアD・マッケイM・クラッツF・スタンリーR・ヘンダーソンD・マーフィーT・アーマスR・ボセッティ | 2                        | 遊                       | L・ミルボーン            | 両                       | R・メイR・セローンB・ワトソンW・ランドルフG・ネトルズL・ミルボーンD・ウィン · フィールドJ・マンフリーR・ジャクソンO・ギャンブル |
| 3                            | 一                           | K・ムーア                    | 右                           | S・マキャーティーM・ヒースK・ムーアD・マッケイM・クラッツF・スタンリーR・ヘンダーソンD・マーフィーT・アーマスR・ボセッティ | 3                        | 左                       | D・ウィンフィールド      | 右                       | R・メイR・セローンB・ワトソンW・ランドルフG・ネトルズL・ミルボーンD・ウィン · フィールドJ・マンフリーR・ジャクソンO・ギャンブル |
| 4                            | 右                           | T・アーマス                  | 右                           | S・マキャーティーM・ヒースK・ムーアD・マッケイM・クラッツF・スタンリーR・ヘンダーソンD・マーフィーT・アーマスR・ボセッティ | 4                        | 右                       | R・ジャクソン            | 左                       | R・メイR・セローンB・ワトソンW・ランドルフG・ネトルズL・ミルボーンD・ウィン · フィールドJ・マンフリーR・ジャクソンO・ギャンブル |
| 5                            | 三                           | M・クラッツ                  | 右                           | S・マキャーティーM・ヒースK・ムーアD・マッケイM・クラッツF・スタンリーR・ヘンダーソンD・マーフィーT・アーマスR・ボセッティ | 5                        | DH                       | O・ギャンブル            | 左                       | R・メイR・セローンB・ワトソンW・ランドルフG・ネトルズL・ミルボーンD・ウィン · フィールドJ・マンフリーR・ジャクソンO・ギャンブル |
| 6                            | 捕                           | M・ヒース                    | 右                           | S・マキャーティーM・ヒースK・ムーアD・マッケイM・クラッツF・スタンリーR・ヘンダーソンD・マーフィーT・アーマスR・ボセッティ | 6                        | 三                       | G・ネトルズ              | 左                       | R・メイR・セローンB・ワトソンW・ランドルフG・ネトルズL・ミルボーンD・ウィン · フィールドJ・マンフリーR・ジャクソンO・ギャンブル |
| 7                            | 二                           | D・マッケイ                  | 両                           | S・マキャーティーM・ヒースK・ムーアD・マッケイM・クラッツF・スタンリーR・ヘンダーソンD・マーフィーT・アーマスR・ボセッティ | 7                        | 一                       | B・ワトソン              | 右                       | R・メイR・セローンB・ワトソンW・ランドルフG・ネトルズL・ミルボーンD・ウィン · フィールドJ・マンフリーR・ジャクソンO・ギャンブル |
| 8                            | DH                           | R・ボセッティ                | 右                           | S・マキャーティーM・ヒースK・ムーアD・マッケイM・クラッツF・スタンリーR・ヘンダーソンD・マーフィーT・アーマスR・ボセッティ | 8                        | 捕                       | R・セローン              | 右                       | R・メイR・セローンB・ワトソンW・ランドルフG・ネトルズL・ミルボーンD・ウィン · フィールドJ・マンフリーR・ジャクソンO・ギャンブル |
| 9                            | 遊                           | F・スタンリー                | 右                           | S・マキャーティーM・ヒースK・ムーアD・マッケイM・クラッツF・スタンリーR・ヘンダーソンD・マーフィーT・アーマスR・ボセッティ | 9                        | 二                       | W・ランドルフ            | 右                       | R・メイR・セローンB・ワトソンW・ランドルフG・ネトルズL・ミルボーンD・ウィン · フィールドJ・マンフリーR・ジャクソンO・ギャンブル |
| 先発投手                     | 先発投手                     | 先発投手                     | 投球                         | S・マキャーティーM・ヒースK・ムーアD・マッケイM・クラッツF・スタンリーR・ヘンダーソンD・マーフィーT・アーマスR・ボセッティ | 先発投手                 | 先発投手                 | 先発投手                 | 投球                     | R・メイR・セローンB・ワトソンW・ランドルフG・ネトルズL・ミルボーンD・ウィン · フィールドJ・マンフリーR・ジャクソンO・ギャンブル |
| S・マキャーティー            | S・マキャーティー            | S・マキャーティー            | 右                           | S・マキャーティーM・ヒースK・ムーアD・マッケイM・クラッツF・スタンリーR・ヘンダーソンD・マーフィーT・アーマスR・ボセッティ | R・メイ                  | R・メイ                  | R・メイ                  | 左                       | R・メイR・セローンB・ワトソンW・ランドルフG・ネトルズL・ミルボーンD・ウィン · フィールドJ・マンフリーR・ジャクソンO・ギャンブル |

ヤンキースは前日に続きこの日も、初回裏に先制点を挙げる。一死一・三塁とし、4番レジー・ジャクソンの二ゴロ間に三塁走者ジェリー・マンフリーが先制のホームを踏んだ。その直後の2回表、アスレチックスの先頭打者トニー・アーマスが左翼方向へ飛球を打ち上げた。打球は左翼スタンド最前列への同点本塁打になりそうだったが、左翼手デーブ・ウィンフィールドが左翼フェンスに足をかけて手を伸ばし、もぎ取ってアウトにした。3回表が始まるとき、ジャクソンは右翼守備へ向かう際に左ふくらはぎに異常を感じ、ルー・ピネラに交代した。アスレチックスはその回、一死二塁から1番リッキー・ヘンダーソンの適時三塁打で同点に追いつく。さらに4回表、一死一・二塁から7番デーブ・マッケイの適時打で1点を勝ち越し、相手先発投手ルディ・メイを降板に追い込むと、2番手投手ジョージ・フレイジャーに対し一死満塁として、9番フレッド・スタンリーの適時打でもう1点を加えた。ただフレイジャーは、次打者R・ヘンダーソンは「狙い通り」に投ゴロ併殺に仕留めた。
その直後の4回裏、ヤンキースは先頭打者グレイグ・ネトルズが右前打で出塁したのを足がかりに反撃に転じる。一死一・二塁から9番ウィリー・ランドルフの適時打で1点を返し、次打者マンフリーはストレートの四球を選んで満塁とする。アスレチックスも先発投手スティーブ・マキャーティーを諦め、デーブ・ベアードをマウンドへ送った。ここでヤンキース打線は、2番ラリー・ミルボーンの適時打でまず同点とすると、3番ウィンフィールドの二塁打で2点を勝ち越し、さらに4番ピネラの3点本塁打で点差を5点に広げた。この本塁打は左翼スタンド最前列に飛び込んでおり、もし左翼手が身長5フィート10インチ（約177.8cm）のR・ヘンダーソンではなく6フィート6インチ（約198.1cm）のウィンフィールドであれば、2回表のアーマスの打球と同じ結果になっていたかもしれなかった。このあと打者一巡となり、6番ネトルズはこの回の2打席目でも右前打を放った。これはさらなる追加点にはつながらなかったものの、ネトルズはリーグ優勝決定戦史上初となる1イニング2安打を達成した。
ヤンキースはその後もアスレチックス救援投手陣を打ち崩し、6回裏に7番ボブ・ワトソンの適時打で1点、7回裏には5番オスカー・ギャンブルの犠牲フライと次打者ネトルズの3点本塁打で4点を追加して、13－3とした。フレイジャーは5回以降も続投し、アスレチックス打線に4点目を許さない。9回表には観客から、アスレチックス監督のビリー・マーチンへ向けて「グッバイ・ビリー」とチャントが発生した。その状況下でフレイジャーは、一死一塁から2番ドウェイン・マーフィーを一ゴロ併殺に打ち取って試合を締めた。これによりヤンキースが連勝でシリーズ突破に王手をかけた。

### 第3戦 10月15日
- オークランド・アラメダ・カウンティ・コロシアム（カリフォルニア州オークランド）

|                              | 1 | 2 | 3 | 4 | 5 | 6 | 7 | 8 | 9 | R | H  | E |
| ---------------------------- | - | - | - | - | - | - | - | - | - | - | -- | - |
| ニューヨーク・ヤンキース     | 0 | 0 | 0 | 0 | 0 | 1 | 0 | 0 | 3 | 4 | 10 | 0 |
| オークランド・アスレチックス | 0 | 0 | 0 | 0 | 0 | 0 | 0 | 0 | 0 | 0 | 5  | 2 |

1. 勝利：デイブ・リゲッティ（1勝）
2. 敗戦：マット・キーオ（1敗）
3. 本塁打
NYY：ウィリー・ランドルフ1号ソロ
4. 審判
［球審］ジェリー・ニューデッカー
［塁審］一塁: マーティー・スプリングステッド、二塁: ダーウッド・メリル、三塁: ビック・ボルタジオ
［外審］左翼: ニック・ブレミガン、右翼: ラス・ゲーツ
5. 試合開始時刻: 太平洋夏時間（UTC-7）午後5時28分  試合時間: 3時間19分  観客: 4万7302人  気温: 63°F（17.2°C）
詳細: MLB.com Gameday / Baseball-Reference.com

| ニューヨーク・ヤンキース | ニューヨーク・ヤンキース | ニューヨーク・ヤンキース | ニューヨーク・ヤンキース | ニューヨーク・ヤンキース | オークランド・アスレチックス | オークランド・アスレチックス | オークランド・アスレチックス | オークランド・アスレチックス | オークランド・アスレチックス                                                                                           |
| ------------------------ | ------------------------ | ------------------------ | ------------------------ | --- | ---------------------------- | ---------------------------- | ---------------------------- | ---------------------------- | --- |
| 打順                     | 守備                     | 選手                     | 打席                     | D・リゲッティR・セローンB・ワトソンW・ランドルフG・ネトルズL・ミルボーンD・ウィン · フィールドJ・マンフリーO・ギャンブルB・マーサー | 打順                         | 守備                         | 選手                         | 打席                         | M・キーオJ・ニューマンK・ムーアD・マッケイM・クラッツR・ピーチャロR・ヘンダーソンD・マーフィーT・アーマスC・ジョンソン |
| 1                        | 中                       | J・マンフリー            | 両                       | D・リゲッティR・セローンB・ワトソンW・ランドルフG・ネトルズL・ミルボーンD・ウィン · フィールドJ・マンフリーO・ギャンブルB・マーサー | 1                            | 左                           | R・ヘンダーソン              | 右                           | M・キーオJ・ニューマンK・ムーアD・マッケイM・クラッツR・ピーチャロR・ヘンダーソンD・マーフィーT・アーマスC・ジョンソン |
| 2                        | 遊                       | L・ミルボーン            | 両                       | D・リゲッティR・セローンB・ワトソンW・ランドルフG・ネトルズL・ミルボーンD・ウィン · フィールドJ・マンフリーO・ギャンブルB・マーサー | 2                            | 中                           | D・マーフィー                | 左                           | M・キーオJ・ニューマンK・ムーアD・マッケイM・クラッツR・ピーチャロR・ヘンダーソンD・マーフィーT・アーマスC・ジョンソン |
| 3                        | 左                       | D・ウィンフィールド      | 右                       | D・リゲッティR・セローンB・ワトソンW・ランドルフG・ネトルズL・ミルボーンD・ウィン · フィールドJ・マンフリーO・ギャンブルB・マーサー | 3                            | DH                           | C・ジョンソン                | 右                           | M・キーオJ・ニューマンK・ムーアD・マッケイM・クラッツR・ピーチャロR・ヘンダーソンD・マーフィーT・アーマスC・ジョンソン |
| 4                        | DH                       | B・マーサー              | 左                       | D・リゲッティR・セローンB・ワトソンW・ランドルフG・ネトルズL・ミルボーンD・ウィン · フィールドJ・マンフリーO・ギャンブルB・マーサー | 4                            | 右                           | T・アーマス                  | 右                           | M・キーオJ・ニューマンK・ムーアD・マッケイM・クラッツR・ピーチャロR・ヘンダーソンD・マーフィーT・アーマスC・ジョンソン |
| 5                        | 右                       | O・ギャンブル            | 左                       | D・リゲッティR・セローンB・ワトソンW・ランドルフG・ネトルズL・ミルボーンD・ウィン · フィールドJ・マンフリーO・ギャンブルB・マーサー | 5                            | 三                           | M・クラッツ                  | 右                           | M・キーオJ・ニューマンK・ムーアD・マッケイM・クラッツR・ピーチャロR・ヘンダーソンD・マーフィーT・アーマスC・ジョンソン |
| 6                        | 三                       | G・ネトルズ              | 左                       | D・リゲッティR・セローンB・ワトソンW・ランドルフG・ネトルズL・ミルボーンD・ウィン · フィールドJ・マンフリーO・ギャンブルB・マーサー | 6                            | 一                           | K・ムーア                    | 右                           | M・キーオJ・ニューマンK・ムーアD・マッケイM・クラッツR・ピーチャロR・ヘンダーソンD・マーフィーT・アーマスC・ジョンソン |
| 7                        | 一                       | B・ワトソン              | 右                       | D・リゲッティR・セローンB・ワトソンW・ランドルフG・ネトルズL・ミルボーンD・ウィン · フィールドJ・マンフリーO・ギャンブルB・マーサー | 7                            | 二                           | D・マッケイ                  | 両                           | M・キーオJ・ニューマンK・ムーアD・マッケイM・クラッツR・ピーチャロR・ヘンダーソンD・マーフィーT・アーマスC・ジョンソン |
| 8                        | 捕                       | R・セローン              | 右                       | D・リゲッティR・セローンB・ワトソンW・ランドルフG・ネトルズL・ミルボーンD・ウィン · フィールドJ・マンフリーO・ギャンブルB・マーサー | 8                            | 捕                           | J・ニューマン                | 右                           | M・キーオJ・ニューマンK・ムーアD・マッケイM・クラッツR・ピーチャロR・ヘンダーソンD・マーフィーT・アーマスC・ジョンソン |
| 9                        | 二                       | W・ランドルフ            | 右                       | D・リゲッティR・セローンB・ワトソンW・ランドルフG・ネトルズL・ミルボーンD・ウィン · フィールドJ・マンフリーO・ギャンブルB・マーサー | 9                            | 遊                           | R・ピーチャロ                | 右                           | M・キーオJ・ニューマンK・ムーアD・マッケイM・クラッツR・ピーチャロR・ヘンダーソンD・マーフィーT・アーマスC・ジョンソン |
| 先発投手                 | 先発投手                 | 先発投手                 | 投球                     | D・リゲッティR・セローンB・ワトソンW・ランドルフG・ネトルズL・ミルボーンD・ウィン · フィールドJ・マンフリーO・ギャンブルB・マーサー | 先発投手                     | 先発投手                     | 先発投手                     | 投球                         | M・キーオJ・ニューマンK・ムーアD・マッケイM・クラッツR・ピーチャロR・ヘンダーソンD・マーフィーT・アーマスC・ジョンソン |
| D・リゲッティ            | D・リゲッティ            | D・リゲッティ            | 左                       | D・リゲッティR・セローンB・ワトソンW・ランドルフG・ネトルズL・ミルボーンD・ウィン · フィールドJ・マンフリーO・ギャンブルB・マーサー | M・キーオ                    | M・キーオ                    | M・キーオ                    | 右                           | M・キーオJ・ニューマンK・ムーアD・マッケイM・クラッツR・ピーチャロR・ヘンダーソンD・マーフィーT・アーマスC・ジョンソン |

この試合は、アスレチックスの先発投手マット・キーオがヤンキースの先頭打者ジェリー・マンフリーに対し頭部死球すれすれの球を投じ、マンフリーが避けながら打席に倒れ込んで始まった。この初球について2番ラリー・ミルボーンは「あれは俺たちへのメッセージだろうな」と、キーオが故意に投げたと判断した。試合後、アスレチックス監督のビリー・マーチンは「頭を狙わせたのか」と訊かれ「ノーコメント」と繰り返した。ヤンキースはマンフリーの見逃し三振のあと、ミルボーンの安打と2四球で二死満塁としたが、6番グレイグ・ネトルズが右飛に打ち取られた。一方のアスレチックスも、ヤンキースの先発投手デイブ・リゲッティに対し一死一・二塁としたが、4番トニー・アーマスは遊ゴロ併殺で先制の好機を逸した。
キーオは2回表に二死一・三塁、3回表には一死三塁、4回表にも二死一・二塁と、初回から4イニング連続で得点圏に走者を背負いながら無失点で切り抜けた。リゲッティも、2回裏一死一・二塁や3回裏無死二塁でアスレチックスに先制点を許さなかった。0－0で試合が進むなか、アスレチックスは主力選手を故障で失う。初回裏には2番ドウェイン・マーフィーが胸郭を、5回裏には1番リッキー・ヘンダーソンが左手首を、それぞれ打席で痛めて途中交代した。6回表、ヤンキースは二死無走者で9番ウィリー・ランドルフがソロ本塁打を放ち、均衡を破った。ランドルフの本塁打は4月28日以来だった。リゲッティはその裏を三者凡退に封じると「俺の仕事は6イニングを投げること。そのあとは（ロン）デービスと（リッチ）ゴセージがいるからな」と話す通り、7回裏からはデービスにマウンドを譲った。これに対してアスレチックスはキーオを続投させ、試合は1－0のまま8回を終えた。
9回表、ヤンキースの先頭打者マンフリーが四球で出塁し、2番ミルボーンは犠牲バントを試みて初球を転がした。この打球処理で二塁手デーブ・マッケイが失策を犯し、無死一・二塁となった。アスレチックスは、キーオが3番デーブ・ウィンフィールドを三振させたところで継投に入り、2番手にトム・アンダーウッドを投入した。しかしヤンキース打線はアンダーウッドを打ち崩す。4番ボビー・マーサーの代打ルー・ピネラは左前打で、左翼手マイク・ヒースの送球により二塁走者マンフリーは本塁憤死に。5番オスカー・ギャンブルの代打バリー・フットは右前打で、今度は二塁走者ミルボーンが三塁で止まり満塁となる。そして6番ネトルズが中堅手リック・ボセッティの頭上を越える二塁打で走者を一掃し、ヤンキースは3連打でリードを4点に広げた。その裏は抑え投手ゴセージが登板して無失点で締め試合終了、ヤンキースが3年ぶりのリーグ優勝を決めた。
ヤンキースは試合後、球団オーナーのジョージ・スタインブレナーがクラブハウスでのシャンパンファイトを「ワールドシリーズに勝ったわけではない」として禁じたため、カリフォルニア州オークランド市内のレストランで祝勝会を実施した。この会で、ネトルズとレジー・ジャクソンが殴り合いの喧嘩をする事件が起きた。ジャクソンが会に友人を連れてきて、その友人がネトルズ夫妻のテーブルに割り込み妻に席をどくよう要求してきたため、ネトルズが激昂し喧嘩に発展したという。ワールドシリーズ敗退後、ネトルズがヤンキースの主将に任命される一方、ジャクソンはヤンキースとの5年契約を満了してFAとなり、カリフォルニア・エンゼルスへ移籍する。

## 評価
『ハードボール・タイムズ』のクリス・ジャフは2012年10月、歴代のポストシーズン各シリーズのうち、優勝球団が初戦から全勝する "スウィープ" のシリーズを対象に「敗退球団がリードしたイニング数が10以上なら0ポイント、5以上10未満なら2ポイント、……全くなければ25ポイント」「1試合平均の得点差が2未満なら0ポイント、2以上2.5未満なら1ポイント、……3以上3.5未満なら5ポイント、以降は0.5点ごとに2ポイントずつ加算」などの条件を設定し、つまらなさを算出した。その結果、今シリーズは58ポイントを獲得し、同年の両リーグ優勝決定戦まで計67度のスウィープ中2位タイとなった。